# Карла (Козе)
Ка́рла (эст. Karla) — деревня в волости Козе уезда Харьюмаа, Эстония.

## География и описание
Расстояние до уездного центра — города Таллина — 45 километров. Волостной центр — посёлок Козе — находится в 26 километрах к юго-востоку от деревни. Карла граничит с деревнями Куйвайыэ, Лийва, Лёэра, Киривалла и Канавере. Границу деревни с севера образует шоссе Таллин—Тарту—Выру—Лухамаа. Площадь деревни составляет 11,35 км².
Через деревню протекает река Куйвайыги.
Климат умеренный. Официальный язык — эстонский. Почтовый индекс — 75106. Высота над уровнем моря — 64 метра.

## Население
По данным переписи населения 2021 года, в Карла насчитывалось 183 жителя, из них 179 (98,4 %) — эстонцы.
По данным Департамента статистики, по состоянию на 1 января 2020 года в деревне проживали 180 человек, из них 86 женщин и 94 мужчины.
По данным Регистра народонаселения, по состоянию на 1 января 2017 года в деревне проживали 179 человек, из них 82 женщины и 97 мужчин.
По данным переписи населения 2011 года в Карла проживали 172 человека, из них 168 (97,7 %) — эстонцы.
Численность населения деревни Карла:
| Год  | 1959 | 1970  | 1979  | 1989  | 2000  | 2011  | 2017  | 2018  | 2019  | 2020  | 2021  |
| ---- | ---- | ----- | ----- | ----- | ----- | ----- | ----- | ----- | ----- | ----- | ----- |
| Чел. | 161  | → 161 | ↗ 187 | ↘ 124 | ↗ 135 | ↗ 172 | → 172 | ↗ 185 | ↘ 180 | → 180 | ↗ 183 |

## История
Населённый пункт впервые упомянут в Датской поземельной книге 1241 года как Karol, в 1448 году упоминается Karwele, в 1527 году — Karrull, в 1696 году — Karla.
В 1977 году, в период кампании по укрупнению деревень, с деревней Карла объединили часть деревни Курена.
В советское время в деревне работал колхоз имени Йоханнеса Лауристина.
В 2003 году в населённом пункте было создано «Общество по развитию деревни Карла». С этого же года в деревне избирается староста.

## Достопримечательности
На территории деревни Карла находятся несколько находящихся под охраной государства культовых камней  и древних селищ, а также старинное кладбище.

## Происхождение топонима
Исследователь финских диалектов и прибалтийско-финских языков Лаури Кеттунен предложил основой названия деревни считать слово «Карво(и)ла» (Karvo(i)la), производное от личного имени Карвой (Karvoi, эст. karvane — «волосатый»), и для сравнения приводит финскую фамилию Карво(и)нен (Karvo(i)nen) и название деревень «Карвала» (Karvala).

## Комментарии
1. ↑  Эстонские топонимы, оканчивающиеся на -а, не склоняются и не имеют женского рода (исключение — Нарва)[9].